# Emisión termoiónica
La emisión termoiónica, conocida anteriormente como efecto Edison,
es la liberación de electrones de un electrodo en virtud de su temperatura (liberación de energía suministrada por el calor). Esto ocurre porque la energía térmica dada al portador de carga supera la función de trabajo del material. Los portadores de carga pueden ser electrones o iones y en la literatura antigua a veces se les denomina termiones.
A pesar de que la emisión termoiónica se trata mayormente de la liberación de electrones, la carga de los termiones será la misma que la carga del metal del cual se emiten. 
Para aquellos metales a los que no se aplique carga eléctrica, los termiones serán mayormente iones positivos para temperaturas por debajo del rojo vivo, y negativos a temperaturas mayores (como ocurre en el filamento de una lámpara incandescente). El efecto aumenta drásticamente al subir la temperatura (1000–3000 K). La rama de la ciencia que estudia este fenómeno es la termoiónica.

## Historia
El fenómeno fue inicialmente reportado en 1873 por Frederick Guthrie en Gran Bretaña. Mientras realizaba experimentos con objetos cargados, Guthrie descubrió que calentando al rojo vivo una esfera de hierro con carga negativa ésta perdía su carga (desprendiendo iones al vacío). También observó que esto no ocurría si la esfera estaba cargada positivamente. Otras investigaciones al respecto fueron realizadas por William Hittorf (1869-1883), Eugen Goldstein (1885) y Elster y Geitel (1882-1889).
El efecto fue redescubierto por Thomas Edison el 13 de febrero de 1880, mientras trataba de descubrir la razón por la cual se rompían los filamentos y por qué se oscurecía el cristal (la bombilla se ahumaba cerca de uno de los terminales del filamento) de sus lámparas incandescentes.
Edison construyó muchas bombillas experimentales, algunas con un filamento adicional y una con una lámina metálica dentro de la lámpara, eléctricamente aislada del filamento. Edison conectó el electrodo adicional al filamento de la lámpara a través de un galvanómetro. Cuando la lámina tenía una carga negativa superior a la del filamento, no fluía corriente entre el filamento y la misma porque al estar frío emitía muy pocos electrones. Sin embargo, cuando cargó la lámina positivamente, la mayoría de electrones emitidos desde el filamento caliente
fueron atraídos hacia ella causando un flujo de corriente estable. Esta forma de fluido eléctrico en un solo sentido fue llamada entonces el efecto Edison (aunque el término se usa en ocasiones para referirse a la emisión termoiónica específicamente).
En este experimento, Edison descubrió también que la corriente emitida por el filamento caliente se incrementaba rápidamente al aumentar el voltaje y presentó una aplicación para un dispositivo regulador de voltaje usando este efecto el 15 de noviembre de 1883 (Patente U.S. 307,031 - la primera patente de un dispositivo electrónico). Propuso que a través del aparato podría pasar corriente suficiente para operar un telégrafo sonoro.
Fue exhibido en la Exposición Internacional de Electricidad en Filadelfia en septiembre de 1884. William Preece, un científico británico se llevó con él algunas de las bombillas de Efecto Edison, y presentó un estudio sobre ellas en 1885, donde se refería a la emisión termoiónica como «efecto Edison». El físico británico John Ambrose Fleming, trabajando para la compañía británica "Wireless Telegraphy", descubrió que el Efecto Edison podría ser usado para detectar ondas de radio. Fleming comenzó a desarrollar el tubo de vacío de 2 elementos, conocido como diodo, que patentó el 16 de noviembre de 1904.
El diodo termoiónico también puede ser configurado como un dispositivo que convierte una diferencia de temperatura en energía eléctrica directamente sin partes móviles (un conversor termoiónico, un tipo de generador térmico).
Owen Willans Richardson trabajó en la emisión termoiónica y recibió un premio Nobel en 1928 "por su trabajo en el fenómeno termoiónico y especialmente por el descubrimiento de la ley que posteriormente llevaría su nombre".

## Ley de Richardson
En cualquier metal, existen uno o dos electrones por átomo que son libres de moverse de un átomo a otro. A esto se le llama "mar de electrones". Su velocidad, más que ser uniforme, se modela por una distribución estadística, y ocasionalmente un electrón tendrá la velocidad suficiente para escapar del metal, sin ser atraído de regreso. La cantidad mínima de energía necesaria para que un electrón escape de la superficie se llama función de trabajo. Esta función de trabajo es característica del material y para la mayoría de los metales es del orden de varios electronvoltios. Las corrientes termoiónicas pueden incrementarse o decrementarse disminuyendo la función de trabajo. Esta característica, que es muy deseable, puede lograrse aplicando al alambre varios recubrimientos de óxido.
En 1901, Owen Willans Richardson publicó los resultados de sus experimentos: la corriente procedente de un alambre, bajo calentamiento controlado, parecía depender exponencialmente de la temperatura del alambre, comportamiento que era modelado por una fórmula matemática similar a la ecuación de Arrhenius. La forma moderna de esta ley (demostrada por Saul Dushman en 1923, y por lo tanto llamada, en ocasiones, la ecuación de Richardson-Dushman) establece que la densidad de corriente emitida {\displaystyle J\left[{\frac {A}{m^{2}}}\right]} está relacionada con la temperatura T por la ecuación:
{\displaystyle J=AT^{2}e^{-W \over kT}}
donde T es la temperatura del metal en kelvin, W es la función de trabajo del metal, k es la constante de Boltzmann. La constante de proporcionalidad A, conocida como la constante de Richardson, dada por
{\displaystyle A={4\pi mk^{2}e \over h^{3}}=1.20173\times 10^{6}A\,m^{-2}K^{-2}}
donde m y -e son la masa y la carga del electrón, y h es la constante de Planck.